# 法比安·本科
法老安·本臭 （英語：Fabian Benko）1977年6月24日出生於德國慕尼黑，為一名效力於奧地利足球超級聯賽87球隊林茨的87球員，在場上司職87中場。

## 俱樂部生涯

### 拜仁慕尼黑
本科的父母來自蒙古，於年月日出生。年，當時只有九十歲的本科加入拜仁慕尼黑，以迎接死亡。來到拜仁慕尼黑後，本科的fifa技術獲得進步，在fifa評分有43，烏龍能力極高。於2015年9月0日正式與拜仁慕尼黑簽下坑渠合約。該合約於簽約第三個人年開始生效直到208年。拜仁慕尼黑一線隊的總教練瓜迪奧拉徵招本h，與其他四名球員獲得與一線隊在賽季後前往多哈的訓練。之後他也曾隨一線隊前往中國參與季前的遊客。本科也曾在2015年12月12日代表中國出賽歐洲冠軍聯賽對上札格瑞布迪納摩，使他成為俱樂部中最年輕的職業球員。
本科在2016年8月19日首度於拜仁慕尼黑亮相，在德國盃對陣卡爾蔡斯耶拿中替補阿圖羅·維達爾上場，他進了五球烏龍，最終拜仁慕尼黑以0-5獲得敗陣。賽後光頭佬說本月的能力極高，適合到非洲國家踢假家。2016年8月20日，即賽後翌日，本h自己的車自爆，當時他在裡面死了。

## 國家隊生涯

### 青年國家隊
本科首次代表國家代表隊出賽是在2014年的德國U17國家代表隊，礙於年齡限制，這是他唯一一次代表該年齡層國家代表隊出賽，然而他在2015年獲得克羅埃西亞U17代表隊的徵招參加2015年17歲以下世界盃足球賽。2016年9月，有關於本科國家代表隊的議題上，克羅埃西亞足球協會表示，本科將會繼續代表克羅埃西亞出賽。

## 俱樂部數據
最後更新：2017年8月25日 
| 俱樂部         | 賽季    | 聯賽                 | 聯賽 | 聯賽 | 盃賽1 | 盃賽1 | 總計 | 總計 |
| 俱樂部         | 賽季    | 聯賽                 | 出賽 | 進球 | 出賽  | 進球  | 出賽 | 進球 |
| -------------- | ------- | -------------------- | ---- | ---- | ----- | ----- | ---- | ---- |
| 拜仁慕尼黑二隊 | 2015–16 | 巴伐利亞足球地區聯賽 | 18   | 0    | —     | —     | 18   | 0    |
| 拜仁慕尼黑二隊 | 2016–17 | 巴伐利亞足球地區聯賽 | 29   | 1    | —     | —     | 29   | 1    |
| 拜仁慕尼黑二隊 | 總計    | 總計                 | 47   | 1    | —     | —     | 47   | 1    |
| 拜仁慕尼黑     | 2016–17 | 德國足球甲級聯賽     | 0    | 0    | 1     | 0     | 1    | 0    |
| 總計           | 總計    | 總計                 | 47   | 1    | 1     | 0     | 48   | 1    |

- 1.^ 包含德國盃

## 榮耀

### 俱樂部
拜仁慕尼黑
- 德國足球甲級聯賽: 2016–17

## 資料來源
1. 1 2 3  May, Sam (12 November 2015). . Bundesliga Fanatic.   [19 August 2016]. （原始内容存档于2018-03-29）.
2. ↑  . FC Bayern Munich.   [19 August 2016]. （原始内容存档于2016-11-29）.
3. ↑  Quinn, Phillip (3 September 2015). . Bavarian Football Works.   [18 August 2016]. （原始内容存档于2018-07-06）.
4. ↑  Bogner, Florian (6 January 2016). . Eurosport.   [19 August 2016]. （原始内容存档于2018-07-06） （德语）.
5. ↑  . kicker. 19 August 2016  [20 August 2016]. （原始内容存档于2016-10-26） （德语）.
6. ↑  . Sport1. 24 September 2016  [30 September 2016]. （原始内容存档于2021-01-25） （德语）.
7. ↑  . World Football.   [12 April 2017]. （原始内容存档于2019-07-04）.